# Högstrand (naturreservat)
Högstrand är ett naturreservat i Malung-Sälens kommun i Dalarnas län.
Området är naturskyddat sedan 2006 och är 46 hektar stort. Reservatet består av kalkpåverkad skog.